# Вивуз
Вивуз (пол. Wywóz) — село в Польщі, у гміні Гельнюв Пшисуського повіту Мазовецького воєводства.
Населення — 216 осіб (2011).
У 1975-1998 роках село належало до Радомського воєводства.

## Демографія
Демографічна структура станом на 31 березня 2011 року:
|          | Загалом | Допрацездатний вік | Працездатний вік | Постпрацездатний вік |
| -------- | ------- | ------------------ | ---------------- | -------------------- |
| Чоловіки | 110     | 21                 | 74               | 15                   |
| Жінки    | 106     | 14                 | 57               | 35                   |
| Разом    | 216     | 35                 | 131              | 50                   |